# Liste des résolutions du Conseil de sécurité des Nations unies adoptées en 2017
Les résolutions du Conseil de sécurité des Nations unies sont les décisions qui sont votées par le Conseil de sécurité des Nations unies.
Une telle résolution est acceptée si au moins neuf des quinze membres (depuis le 17 décembre 1963, 11 membres avant cette date) votent en sa faveur et si aucun des membres permanents qui sont la Chine, les États-Unis, la France, le Royaume-Uni et la Russie n'émet de vote contre (qui est désigné couramment comme un veto).

## Résolutions 2337 à 2339
- Résolution 2337 : Consolidation de la paix en Afrique de l’Ouest (adoptée le 19 janvier 2017).

- Résolution 2338 : La situation à Chypre (adoptée le 26 janvier 2017).

- Résolution 2339 : La situation en République centrafricaine (adoptée le 27 janvier 2017).

## Résolutions 2340 à 2249
- Résolution 2340 : Rapports du Secrétaire général sur le Soudan et le Soudan du Sud (adoptée le 8 février 2017)

- Résolution 2341 : Menaces contre la paix et la sécurité internationales résultant d’actes de terrorisme   (adoptée le 13 février 2017)

- Résolution 2342 : La situation au Moyen-Orient (adoptée le 23 février 2017)

- Résolution 2343 : La situation en Guinée-Bissau (adoptée le 23 février 2017)

- Résolution 2344 : La situation en Afghanistan  (adoptée le 17 mars 2017)

- Résolution 2345 : Non-prolifération : République populaire démocratique de Corée  (adoptée le 23 mars 2017)

- Résolution 2346 : La situation en Somalie (adoptée le 23 mars 2017)

- Résolution 2347 : Maintien de la paix et de la sécurité internationales (adoptée le 24 mars 2017)

- Résolution 2348 : La situation concernant la République démocratique du Congo (adoptée le 31 mars 2017)

- Résolution 2349 : Paix et sécurité en Afrique (adoptée le 31 mars 2017)

## Résolutions 2350 à 2359
- Résolution 2350 : La question concernant Haïti (adoptée le 13 avril 2017)
- Résolution 2351 : La situation concernant le Sahara occidental (adoptée le 28 avril 2017)
- Résolution 2352 : Rapports du Secrétaire général sur le Soudan et le Soudan du Sud (adoptée le 15 mai 2017)
- Résolution 2353 : Rapports du Secrétaire général sur le Soudan et le Soudan du Sud (adoptée le 24 mai 2017)
- Résolution 2354 : Menaces contre la paix et la sécurité internationales résultant d’actes de terrorisme (adoptée le 24 mai 2017)
- Résolution 2355 : La situation en Somalie (adoptée le 26 mai 2017)
- Résolution 2356 : Non-prolifération : République populaire démocratique de Corée (adoptée le 2 juin 2017)
- Résolution 2357 : La situation en Libye (adoptée le 12 juin 2017)
- Résolution 2358 : La situation en Somalie (adoptée le 14 juin 2017)
- Résolution 2359 : Paix et sécurité en Afrique (adoptée le 21 juin 2017)

## Résolutions 2360 à 2369
- Résolution 2360 : La situation concernant la République démocratique du Congo (adoptée le 21 juin 2017)
- Résolution 2361 : La situation au Moyen-Orient (adoptée le 29 juin 2017)
- Résolution 2362 : La situation en Libye (adoptée le 29 juin 2017)
- Résolution 2363 : Rapports du Secrétaire général sur le Soudan et le Soudan du Sud (adoptée le 29 juin 2017)
- Résolution 2364 : La situation au Mali (adoptée le 29 juin 2017)
- Résolution 2365 : Maintien de la paix et de la sécurité internationales - sur la lutte antimines (adoptée le 30 juin 2017)
- Résolution 2366 : Lettres identiques datées du 19 janvier 2016, adressées au Secrétaire général et au Président du Conseil de sécurité par la Représentante permanente de la Colombie auprès de l'Organisation des Nations unies (S/2016/53) (adoptée le 10 juillet 2017)
- Résolution 2367 : La situation concernant l’Iraq (adoptée le 14 juillet 2017)
- Résolution 2368 : Menaces contre la paix et la sécurité internationales résultant d’actes de terrorisme (adoptée le 20 juillet 2017)
- Résolution 2369 : La situation à Chypre (adoptée le 27 juillet 2017)

## Résolutions 2370 à 2379
- Résolution 2370 : Menaces contre la paix et la sécurité internationales résultant d’actes de terrorisme - Empêcher les terroristes d’acquérir des armes (adoptée le 2 août 2017)
- Résolution 2371 : Non-prolifération : République populaire démocratique de Corée (adoptée le 5 août 2017)
- Résolution 2372 : La situation en Somalie (adoptée le 30 août 2017)
- Résolution 2373 : La situation au Moyen-Orient (adoptée le 30 août 2017)
- Résolution 2374 : La situation au Mali (adoptée le 5 septembre 2017)
- Résolution 2375 : Non-prolifération : République populaire démocratique de Corée (adoptée le 11 septembre 2017)
- Résolution 2376 : La situation en Libye (adoptée le 14 septembre 2017)
- Résolution 2377 : Lettres identiques datées du 19 janvier 2016, adressées au Secrétaire général et au Président du Conseil de sécurité par la Représentante permanente de la Colombie auprès de l'Organisation des Nations unies (S/2016/53) (adoptée le 14 septembre 2017)
- Résolution 2378 : Opérations de maintien de la paix des Nations unies (adoptée le 20 septembre 2017)
- Résolution 2379 : Menaces contre la paix et la sécurité internationales (adoptée le 21 septembre 2017)

## Résolutions 2380 à 2389
- Résolution 2380 : Maintien de la paix et de la sécurité internationales (adoptée le 5 octobre 2017)
- Résolution 2381 : Lettres identiques datées du 19 janvier 2016, adressées au Secrétaire général et au Président du Conseil de sécurité par la Représentante permanente de la Colombie auprès de l'Organisation des Nations unies (S/2016/53) (adoptée le 5 octobre 2017)
- Résolution 2382 : Opérations de maintien de la paix des Nations unies: Chefs de la police (adoptée le 6 novembre 2017)
- Résolution 2383 : La situation en Somalie (adoptée le 7 novembre 2017)
- Résolution 2384 : La situation en Bosnie-Herzégovine (adoptée le 7 novembre 2017)
- Résolution 2385 : La situation en Somalie (adoptée le 14 novembre 2017)
- Résolution 2386 : Rapports du Secrétaire général sur le Soudan et le Soudan du Sud (adoptée le 15 novembre 2017)
- Résolution 2387 : La situation en République centrafricaine (adoptée le 15 novembre 2017)
- Résolution 2388 : Menaces contre la paix et la sécurité internationales (adoptée le 21 novembre 2017)
- Résolution 2389 : La situation dans la région des Grands Lacs (adoptée le 8 décembre 2017)

## Résolutions 2390 à 2397
- Résolution 2390 : La situation concernant l’Iraq (adoptée le 8 décembre 2017)
- Résolution 2391 : Paix et sécurité en Afrique (adoptée le 8 décembre 2017)
- Résolution 2392 : Rapports du Secrétaire général sur le Soudan et le Soudan du Sud (adoptée le 14 décembre 2017)
- Résolution 2393 : La situation au Moyen-Orient (adoptée le 19 décembre 2017)
- Résolution 2394 : La situation au Moyen-Orient (adoptée le 21 décembre 2017)
- Résolution 2395 : Menaces contre la paix et la sécurité internationales résultant d’actes de terrorisme (adoptée le 21 décembre 2017)
- Résolution 2396 : Menaces contre la paix et la sécurité internationales résultant d’actes de terrorisme (adoptée le 21 décembre 2017)
- Résolution 2397 : Non-prolifération : République populaire démocratique de Corée (adoptée le 22 décembre 2017)